# Barbie in the Pink Shoes
Barbie in the Pink Shoes é um filme da Barbie, lançado em 2013, que conta a história de Kristyn e sua amiga Hailey. É uma paródia do balé O Lago dos Cisnes.

## Sinopse
Barbie é Kristyn, uma bailarina que tem grandes sonhos de mostrar sua dança, mas todos acham que ela dança mal. Quando ela calça um par de sapatilhas rosa brilhantes, ela e sua melhor amiga Hailey vão de uma maneira mágica ao fantástico mundo do balé. Lá ela descobre que precisa dançar seguindo seu coração para derrotar a malvada Rainha das Neves.

## Elenco de voz
- Kelly Sheridan: Kristyn/ Giselle/ Odette
- Katie Crown:  Hailey
- Ali Liebert: Tara / Odile
- Brett Dier: Dillon / Príncipe Seigfried
- Tabitha St. Germain: Madame Natasha / Rainha de las Neves / Sugar Plum Fairy / Swan Dancer / Stage Manager (como Tabitha St. Germain)
- Bill Mondy: Rothbart / Thorpe
- Lori Triolo: Madame Katerina
- Teryl Rothery: Giselle Mom / Rainha Vera
- Trevor Devall: Albrecht / Ballet Escoteiro #1
- Kyle Rideout: Hilarion / Ballet Escoteiro #2